# Puyrolland
Puyrolland település Franciaországban, Charente-Maritime megyében. Lakosainak száma 184 fő (2022. január 1.). Puyrolland Annezay, Bernay-Saint-Martin, Breuil-la-Réorte, Courant, Nachamps, Saint-Loup és La Devise községekkel határos.

## Népesség
A település népességének változása:
| Lakosok száma | 245  | 198  | 209  | 206  | 185  | 194  | 201  | 201  | 195  | 184  |
|               | 1968 | 1982 | 1990 | 2006 | 2013 | 2015 | 2017 | 2019 | 2020 | 2022 |